# Johan Lodewijk van Nassau-Saarbrücken (graaf)
Johan Lodewijk van Nassau-Saarbrücken (Saarbrücken, 20 oktober 1472 - Saarbrücken, 4 juni 1545) was graaf van Saarbrücken. Hij verkreeg in 1527 door zijn huwelijk het graafschap Saarwerden. Hij stamt uit de Walramse Linie van het Huis Nassau.

## Biografie
Johan Lodewijk was de enige zoon van graaf Johan II van Nassau-Saarbrücken en Elisabeth van Württemberg, dochter van graaf Lodewijk I van Württemberg en Mathilde van de Palts. Hij werd geboren toen zijn vader reeds drie maanden overleden was. Zijn moeder had de voogdij totdat zij in 1474 hertrouwde met graaf Hendrik "de Oudere" van Stolberg. Daarna namen zijn ooms graaf Filips II van Nassau-Weilburg en graaf Everhard V van Württemberg de voogdij over.
Johan Lodewijk woonde tot zijn veertiende levensjaar in Weilburg. Hij schreef zich op 27 juni 1483 als student te Heidelberg in, en in 1485 te Tübingen. Aansluitend bracht hij korte tijd door aan het hof van hertog René II van Lotharingen, om daarna in Parijs te studeren.
In 1490 nam Johan Lodewijk zelf de heerschappij op zich. Meteen in het begin van zijn bewind kwam er in 1491 een erfrechtverdrag van de linies Nassau-Weilburg en Nassau-Saarbrücken tot stand. Vervolgens vocht hij onder Maximiliaan I bij Metz tegen Karel VIII van Frankrijk.
In 1495 vergezelde Johan Lodewijk zijn zwager paltsgraaf Alexander van Palts-Zweibrücken en diens neef bisschop Anton van Croÿ op een pelgrimstocht naar het Heilige Land. De route liep via Nancy, Venetië, Kreta, Rhodos en Cyprus. In 1495 werd hij in de Kerk van het Heilig Graf in Jeruzalem tot Ridder van het Heilig Graf geslagen.
Sinds 1496 was Johan Lodewijk kamerheer en raadsheer van René II van Lotharingen. Hij werd in 1498 lid van de staatsraad van keizer Maximiliaan I. Hij vergezelde Maximiliaan naar Italië en nam in 1499 aan de gevechten tegen de Zwitsers deel. Hij heeft Maximiliaan ook financieel ondersteund. In 1499 werd hij curator en mederegent van zijn neef Lodewijk I van Nassau-Weilburg. Op 1 augustus 1503 bezocht Maximiliaan Saarbrücken.
In 1496 liet Johan Lodewijk een kruisweg bouwen en in 1505 de Kapel van het Heilig Graf in Saarbrücken. In 1510 liet hij de Calvarieberg bouwen in Weilburg. Hij was altijd loyaal aan de keizer en diende ook Karel V als raadgever. Hij nam in 1521 deel aan de Rijksdag van Worms. Johan Lodewijk verwierp de leer van de Reformatie. Gedeeltelijk hadden de onlusten aan het begin van de 16e eeuw, zoals de Duitse Boerenoorlog, ook effect op Nassau-Saarbrücken.
Door zijn tweede vrouw kwam eerst één helft van het graafschap Saarwerden aan Johan Lodewijk. Na de dood van de erfgenaam van het tweede deel viel in 1527 ook de rest van het graafschap aan Nassau-Saarbrücken, plus de helft van de heerlijkheid Lahr-Mahlberg en een deel van Kehl. Daar voerde de bisschop van Metz bezwaar tegen aan en de daaruit voortvloeiende rechtsstrijd duurde tot 1629. Aan het feitelijke bezit van het graafschap in handen van Johan Lodewijk veranderde het geschil voorlopig niets. 
Johan Lodewijk was in zijn laatste jaren de alchemie zeer toegedaan. Hij  was beschermheer van de abdijen Fraulautern, Wadgassen en Longeville. Hij nam op 1 april 1544 Klooster Herbitzheim over van abdis Amalia von Altdorf genannt Wollenschlägerin. In hetzelfde jaar verdeelde hij zijn bezittingen onder zijn zoons Filips, Johan en Adolf, maar behield echter een kwart van de inkomsten. Op 14 juni van datzelfde jaar verbleef Karel V in Saarbrücken.
Johan Lodewijk werd begraven in de Stiftskirche Sankt Arnual.

## Huwelijken en kinderen

### Eerste huwelijk
Johan Lodewijk huwde eerst te Saarbrücken op 29 januari 1492 met Elisabeth van Palts-Zweibrücken (1469 - Saarbrücken, 23 juni 1500), dochter van paltsgraaf Lodewijk I "de Zwarte" van Zweibrücken en Johanna van Croÿ. Ze werd begraven in de Stiftskirche Sankt Arnual.
Uit dit huwelijk werden de volgende kinderen geboren:
1. Odilia (26 december 1492 - 1 maart 1554), huwde ca. 11 november 1516 met graaf Johan V van Sayn-Sayn (1491 - 1529 vóór 25 september).
2. Anna (12 december 1493 - Klooster Rosenthal, 10 januari 1565), was non in Klooster Rosenthal.
3. Elisabeth (11 januari 1495 - vóór 18 augustus 1559), was kanunnikes te Drübeck tot 1517 en non in Klooster Walsdorf bij Idstein sinds 1518.
4. Johanna (13 september 1496 - 21 december 1566), was abdis van Klooster Herbitzheim sinds 1554.
5. Margaretha (1497 - jong overleden).
6. Felicitas (13 februari 1499 - ?), was non.

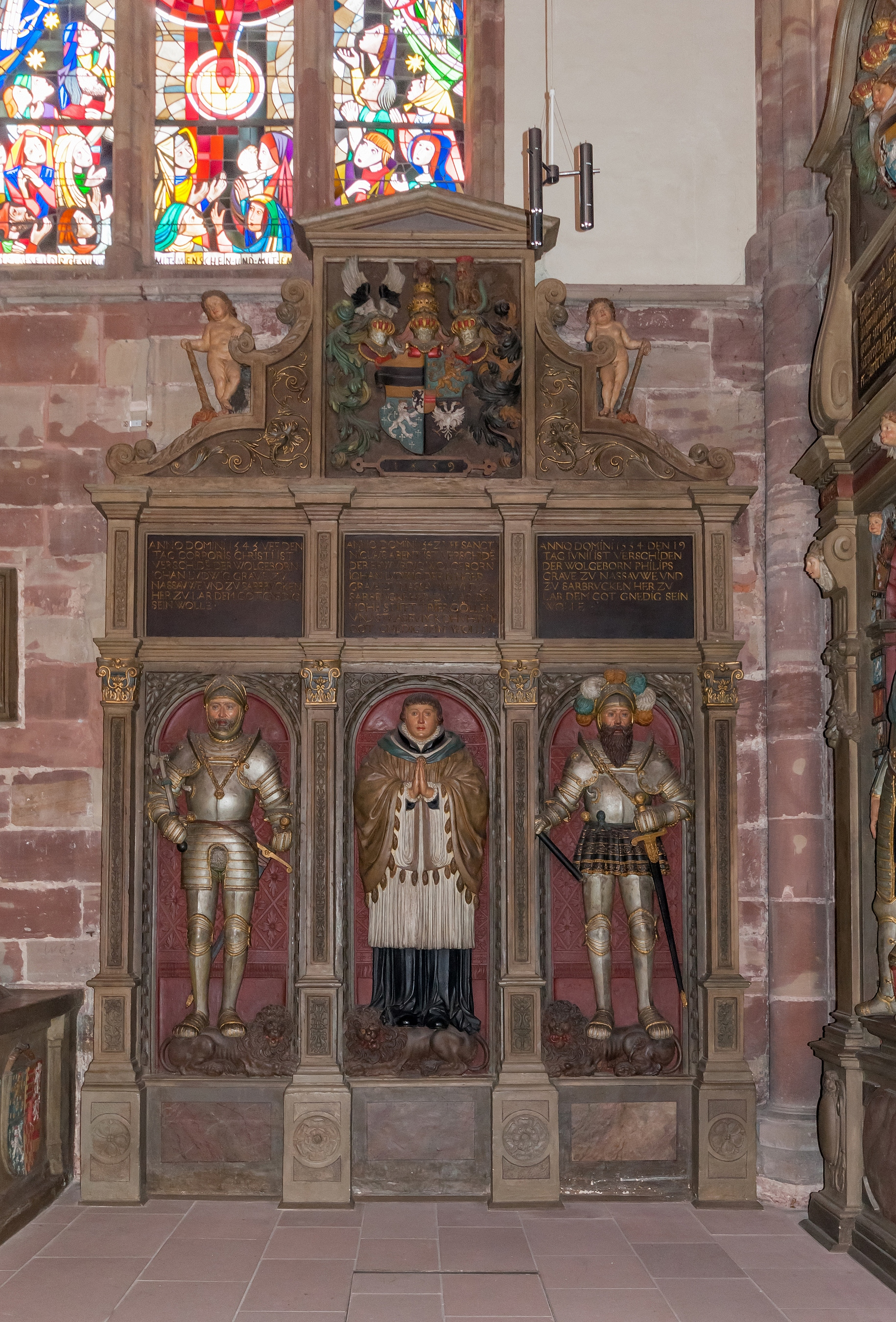
Het grafmonument voor (v.l.n.r.) Johan Lodewijk en zijn zoons Johan Lodewijk en Filips

### Tweede huwelijk
Johan Lodewijk hertrouwde op 14 februari 1507 met Catharina van Meurs-Saarwerden (1491 - Saarwerden, 16 september 1547), dochter van graaf Johan III van Meurs-Saarwerden en Anna van den Bergh. Catharina werd begraven in de kerk te Saarwerden.
Uit dit huwelijk werden de volgende kinderen geboren:
1. Anna (20 augustus 1508 - Klooster Rosenthal, 22 maart 1582, begraven in Klooster Rosenthal), was non in Klooster Rosenthal.
2. Filips (Saarbrücken, 25 juli 1509 - Straatsburg, 19 juni 1554), volgde zijn vader op.
3. Johan (Saarbrücken, 5 april 1511 - Saarbrücken, 23 november 1574), volgde zijn vader op.
4. Margaretha (16 mei 1513 - Klooster Walsdorf, na 1562), was non in Klooster Walsdorf bij Idstein.
5. Elisabeth (26 april 1515 - na 1568), was non in Klooster Walsdorf bij Idstein in 1568.
6. Catharina (11 november 1517 - 1553), huwde op 17 juli 1537 met graaf Emico IX van Leiningen-Dachsburg (1498 - 10 januari 1541).
7. Agnes (1519 - jong overleden).
8. Johan Lodewijk (Saarbrücken, 29 maart 1524 - Saarbrücken, 6 december 1542), was geestelijke.
9. Adolf (Saarbrücken, 22 augustus 1526 - 26 november 1559), volgde zijn vader op.